# Olios senilis
Olios senilis är en spindelart som beskrevs av Simon 1880. Olios senilis ingår i släktet Olios och familjen jättekrabbspindlar. Inga underarter finns listade i Catalogue of Life.